# Boris Alexandrowitsch Majorow
Boris Alexandrowitsch Majorow (russisch Борис Александрович Майоров; * 11. Februar 1938 in Moskau, Russische SFSR) ist ein ehemaliger russischer Eishockeyspieler und Nationalspieler der sowjetischen Eishockeynationalmannschaft. Nach seinem Karriereende arbeitete er als Eishockeytrainer und -funktionär sowie als Sportkommentator. Er ist der Zwillingsbruder von Jewgeni Majorow, der ebenfalls Eishockeyspieler war.

## Karriere
Boris Majorow begann seine Karriere zusammen mit seinem Bruder Jewgeni bei Spartak Moskau. Während der Saison 1955/56 debütierte er in der Klass A für den Verein, dem er bis zu seinem Karriereende angehörte. 1962 wurde er zum Mannschaftskapitän ernannt und hatte dieses Amt mit einer Unterbrechung bis 1968 inne. 1961 absolvierte er zudem zwei Fußball-Spiele für Spartak.
Im Laufe seiner Karriere wurde er dreimal mit Spartak Sowjetischer Meister – 1962, 1967 und 1969. Zudem wurde er  1965, 1966 und 1968 Vizemeister. 1967 erreichte er mit Spartak das Finale des sowjetischen Pokalwettbewerbs. Insgesamt absolvierte er bis zu seinem Karriereende 1969 400 Spiele in der Klass A, in denen er 255 Tore erzielte.

### International (1960–1969)

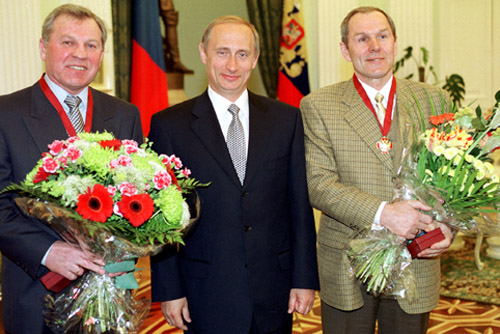
Majorow (links) mit Wladimir Putin (Mitte) und Wjatscheslaw Starschinow

Im November 1960 wurde Boris Majorow das erste Mal in die Sowjetische Eishockeynationalmannschaft berufen und nach vier Länderspielen für die Weltmeisterschaft 1961 nominiert. Bei dieser wurde er mit sieben Toren und neun Assists Turnier-Topscorer und in das All-Star Team berufen, während er mit seinem Team die Bronzemedaille gewann. Bis 1968 nahm er jedes Jahr an der Weltmeisterschaft sowie an den  Olympischen Winterspielen 1964 und 1968 teil, wobei er mit der Sowjetunion bei jedem dieser Turniere die Goldmedaille gewann.
In der Nationalmannschaft sowie bei Spartak Moskau spielte er über viele Jahre mit seinem Bruder Jewgeni und Wjatscheslaw Starschinow zusammen. Sein letztes Länderspiel absolvierte er am 8. März 1969 gegen Finnland. In insgesamt 134 Länderspielen seiner Karriere erzielte Majorow 63 Tore.

### Trainer und Funktionär (ab 1969)
Schon kurz nach seinem Rücktritt vom Leistungssport wurde er Cheftrainer von Spartak Moskau, nachdem er den Verein schon von Juli bis Oktober 1967 als Spielertrainer betreut hatte. Bis zum Mai 1971 blieb er auf dem Cheftrainerposten. Dabei erreichte er 1970 die Vizemeisterschaft mit Spartak und gewann zweimal den UdSSR-Pokalwettbewerb mit dem Verein. Zwischen 1971 und 1972 war er Cheftrainer der Junioren-Nationalmannschaft der Sowjetunion. Danach war er bis 1973 Trainer der B-Nationalmannschaft seines Heimatlandes.
Zwischen 1974 und 1976 betreute er Jokerit Helsinki als Cheftrainer. 1976 kehrte er in die Sowjetunion zurück und gehörte zum Trainerstab beim ersten Canada Cup. Zudem war er in dieser Zeit Mannschaftsführer der Nationalmannschaft. Zwischen 1977 und 1979 war er Cheftrainer der sogenannten Soviet All-Stars, die als Gastmannschaft an der World Hockey Association teilnahmen.
Am 6. August 1979 wurde er zum Vorstand des Eishockeysport-Ausschusses der UdSSR ernannt und hatte diese Position bis zum 14. März 1983 inne.
1985 kehrte er auf den Trainerposten bei Spartak Moskau zurück und gewann mit dem Club den Spengler Cup 1985. Bis 1991 war er zudem Vorsitzender des Eishockeyverbandes der Russischen SFSR. Zwischen November 1991 und Mai 1993 war er erneut Cheftrainer bei Jokerit Helsinki und gewann mit diesem Club 1992 die finnische Meisterschaft. Für die Saison 1993/94 wurde er von Tappara Tampere verpflichtet.
Zwischen 1995 und 1998 arbeitete er als General Manager der russischen Eishockeynationalmannschaft. Seit 1998 ist er zudem als Eishockey-Kommentator beim russischen Fernsehsender NTW Plus tätig. Im Juli 1998 wurde er als Präsident des HK Spartak Moskau gewählt und hatte dieses Amt bis zum November 2002 inne. Seit dem 25. Juni 2001 ist Majorow Vizepräsident des russischen Eishockeyverbandes. Seit dem 18. März 2010 unterstützt er den Trainerstab der russischen Eishockeynationalmannschaft als Berater.

## Erfolge und Auszeichnungen

### Als Spieler
| - 1961 Bronzemedaille bei der Weltmeisterschaft - 1961 Topscorer und All-Star Team der Weltmeisterschaft - 1962 Sowjetischer Meister mit Spartak Moskau - 1963 Goldmedaille bei der Weltmeisterschaft - 1963 Verdienter Meister des Sports der UdSSR - 1964 Goldmedaille bei den Olympischen Winterspielen - 1965 Sowjetischer Vizemeister mit Spartak Moskau - 1965 Goldmedaille bei der Weltmeisterschaft - 1965 Orden des Roten Banners der Arbeit | - 1966 Sowjetischer Vizemeister mit Spartak Moskau - 1966 Goldmedaille bei der Weltmeisterschaft - 1967 Sowjetischer Meister mit Spartak Moskau - 1967 Goldmedaille bei der Weltmeisterschaft - 1968 Sowjetischer Vizemeister mit Spartak Moskau - 1968 Goldmedaille bei den Olympischen Winterspielen - 1968 Ehrenzeichen der Sowjetunion - 1969 Sowjetischer Meister mit Spartak Moskau |

### Als Trainer
| - 1970 Sowjetischer Pokalsieger mit Spartak Moskau - 1970 Sowjetischer Vizemeister mit Spartak Moskau - 1971 Sowjetischer Pokalsieger mit Spartak Moskau - 1979 Verdienter Trainer der RSFSR - 1981 Ehrenzeichen der Sowjetunion - 1985 Spengler Cup Sieger mit Spartak Moskau | - 1992 Finnischer Meister mit Jokerit Helsinki - 1992 Lynces Academici Coach Award (bester Trainer der SM-liiga) - 1996 Russischer Orden der Ehre - 1999 Aufnahme in die IIHF Hall of Fame - 2000 Verdienstorden für das Vaterland III. Klasse (überreicht durch Wladimir Putin) - 2011 Verdienstorden für das Vaterland IV. Klasse |

## Statistik
Boris Majorow vertrat die Sowjetunion bei:
- den Weltmeisterschaften 1961, 1963, 1965, 1966, 1967
- den Olympischen Winterspielen 1964 und 1968